# Irene Huss - Eldsdansen
Irene Huss - Eldsdansen, es una película de crimen y misterio estrenada el 9 de julio de 2008 dirigida por Anders Engström. La película es la quinta entrega de la serie de películas que forman parte de Irene Huss.
La película está basada en el personaje principal de las novelas de la escritora sueca Helene Tursten.

## Historia
Cuando Gotemburgo es golpeada por una serie de incendios provocados, la inspectora Irene Huss comienza a investigar un incendio que está ligado a un caso no resuelto de hace 15 años. Mientras tanto, se ve obligada a investigar el asesinato con cuchillo de una anciana en el archipiélago, un caso que en un principio parece no tener ninguna relación con el incendio, sin embargo cuando Irene investiga más descubre cosas que revelan secretos olvidados.

## Personajes

### Personajes principales
| Actor             | Personaje       | Ocupación            |
| ----------------- | --------------- | -------------------- |
| Angela Kovács     | DI. Irene Huss  | Detective Inspectora |
| Reuben Sallmander | Krister Huss    | -                    |
| Lars Brandeby     | Sven Andersson  | -                    |
| Dag Malmberg      | Jonny Blom      | -                    |
| Emma Swenninger   | Birigtta Moberg | -                    |
| Anki Lidén        | Yvonne Stridner | -                    |
| Eric Ericson      | Fredrik Stridh  | -                    |
| Martin Wallström  | Frej Eriksson   | -                    |
| Mikaela Knapp     | Jenny Huss      | -                    |
| Felicia Löwerdahl | Katarina Huss   | -                    |

### Personajes secundarios
| Actor                       | Personaje                  | Ocupación     |
| --------------------------- | -------------------------- | ------------- |
| Lena Nordberg               | Ingrid Eriksson            | -             |
| Helén Söderqvist-Henriksson | Angelica Malmborg-Eriksson | -             |
| Sofia Pekkari               | Sophie Malmborg            | -             |
| Karin Winqvist              | Gisela Bagge               | -             |
| Josefin Neldén              | Caroline Hanyia            | -             |
| Per Olof Albrektsson        | Gösta                      | -             |
| Johan Gry                   | Robert Ström               | -             |
| Gunilla Johansson           | Annelie                    | -             |
| Inga Landgré                | Alinde                     | -             |
| Anders Lönnbro              | Karlsson                   | -             |
| Josefin Neldén              | Caroline                   | -             |
| Amanda Steenari             | Emma                       | -             |
| Hampus Öström               | Conny                      | -             |
| Clas Dahlgren               | -                          | Papá de Emma  |
| Hans Insulander             | -                          | Vecino de Åke |
| Anders Sanzén               | -                          | Reportero     |

## Producción
La película fue dirigida por Anders Engström, escrita por Ulrika Kolmodin (en el guion) y basado en la novela de Helene Tursten.
Producida por Johan Fälemark, Hillevi Råberg y Ole Søndberg, en coproducción con Lotta Dolk, Tomas Eskilsson y Hans-Wolfgang Jurgan, en asociación con el productor de línea Daniel Ahlqvist (también conocido como Daniel Gylling), los productores asociados Morten Fisker, Søren Stærmose y Mikael Wallen, y el productor ejecutivo Peter Hiltunen.
La música estuvo bajo el cargo de Thomas Hagby y Fredrik Lidin.
La cinematografía estuvo en manos de Peter Mokrosinski, mientras que la edición por Jan-Olof Svarvar.
La película fue estrenada el 9 de julio de 2008 en Suecia en con una duración de 1 hora con 26 minutos. 
Filmada en la Provincia de Västra Götaland, en Suecia.
Contó con la participación de las compañías de producción "Illusion Film & Television" y "Yellow Bird", en co-participación con "ARD Degeto Film", "Kanal 5" y "Film Väst".
En el 2008 en Suecia por "Kanal 5" en televisión, en el 2009 por "Arbeitsgemeinschaft der öffentlich-rechtlichen Rundfunkanstalten der Bundesrepublik Deutschland (ARD)" en Alemania por televisión y en los Países Bajos en el 2010 por "Lumière Home Entertainment" en DVD y en 2012 por "Film1" en televisión limitada. Otras compañías que participaron fueron "Provincia de Västra Götaland" y "Film Finances".

### Emisión en otros países
| País         | Título                                 | Fecha de Estreno                            |
| ------------ | -------------------------------------- | ------------------------------------------- |
| Alemania     | Irene Huss, Kripo Göteborg - Feuertanz | 26 de julio de 2009 (estreno en televisión) |
| Dinamarca    | Irene Huss: Ilddansen                  | -                                           |
| Finlandia    | Irene Huss: Tulitanssi                 | -                                           |
| Noruega      | Irene Huss - Ilddansen                 | -                                           |
| Países Bajos | -                                      | 27 de abril de 2010                         |
| Polonia      | Inspektor Irene Huss - Taniec ognia    | -                                           |